# World of Warcraft: The Burning Crusade
World of Warcraft: The Burning Crusade е разширение на MMORPG играта World of Warcraft, което излиза на 16 януари 2007 г. Новите две раси са Кървавите елфи за Ордата и Дренеите за Алианса. С времето разширението получава 4 основни пача с допълнително съдържание.
Разширението въвежда много нови елементи към играта:
- две нови раси – по една за всяка фракция – Кървави елфи за Ордата и Дренаи за Алианса
- по две стартови зони за всяка от новите раси в Азерот
- максимално ниво на героя 70
- нов континент – „Outland“, съставен от 7 нови зони
- нови ездитни животни, както и летящи ездитни животни в „Outland“
- множество нови фракции
- нова професия: бижутерство
- нови подземия
- нови рейдове

## „Outland“
Новият континент в играта – „Outland“ – всъщност представлява останките от планетата Дренор – родното място на орките, както и по-късно дом на Дренеите. След като Манорот превръща иначе мирните орки в кръвожадни зверове те започват да търсят нови източници на черна магия и така довеждат планетата до унищожение. „Outland“ в сегашния си вид е само една малка част от това, което е бил Дренор първоначално. Новият континент е съставен от седем уникални зони. Всяка се различава коренно от останалите и са доста по-големи в сравнение със зоните от оригиналната игра. До „Outland“ се стига през Тъмния Портал, разположен в южната част на „Blasted Lands“ в Източните Кралства на Азерот.
Зоните и препоръчителните нива за всяка от тях са:
- „Hellfire Peninsula“ (58 – 63)
- „Zangarmarsh“ (60 – 64)
- „Terokkar Forest“ (62 – 65)
- „Nagrand“ (64 – 67)
- „Blade's Edge Mountains“ (65 – 68)
- „Netherstorm“ (67 – 70)
- „Shadowmoon Valley“ (67 – 70)

## Нови раси

### Дренеи
Дренеите са новата раса, която става част от Алианса. Като една от най-старите раси във вселената, Дренеите имат дълга история. След като техният водач Велен отказва да се присъедини към Пламтящия Легион на „Саргерас“, той заповядва на Кил'Джейдън и Аркимонд да унищожат своите братя. След като се измъкват от родната си планета Аргус, Дренеите пристигат на Дренор – малка планета населявана от мирните орки. Скоро лидерите на Пламтящия Легион разбират за новия дом на бегълците и изпращат своите армии от демони след тях. Манорот покварил орките и ги превърнал в машини за убиване. Кръвожадните войни станали новата сила на Легиона и започнали да избиват Дренеите и те били принудени да напуснат дома си отново. На борда на космическия кораб Ексодар те успели да достигнат Азерот, но се разбили в група малки острови, където започнали да строят градове и да поправят полуразбития си кораб. Сега като част от Алианса, Дренеите искат да се завърнат на Дренор и да се бият за изгубения си дом.
Стартовите зони за Дренеите и препоръчителните нива за тях са:
- „Azuremyst Island“ (1 – 10)
- „Bloodmyst Island“ (10 – 20)

### Кървави Елфи
Кървавите елфи са новите съюзници на Ордата. Те представляват оцелелите Висши елфи от инвазията на Напастта в Куел'Талас – тяхното магическо царство. След като Артас използва Слънчевият извор, за да съживи лича Кел'Тузад, елфите губят техният източник на магическа сила. Техният лидер Каел'Тас се съюзява и Илидан и отпътува с него към „Outland“, за да търси нови такива източници. Чувствайки се изоставени от своя лидер, елфите се присъединяват към Ордата с надеждата за помощ, каквато не са получили от своите стари съюзници от Алианса по време на нападенията на Артас. По този начин те се надяват да прогонят Горските тролове, с които са в конфликт за територии още от времето на пристигането си в тези земи.
Стартовите зони за Кървавите елфи и препоръчителните нива за тях са:
- „Eversong woods“ (1 – 10)
- „Ghostlands“ (10 – 20)

## Подземия и Рейдове

### Подземия
The Burning Crusade предлага множество нови подземия за играчите. В повечето от случаите новите подземия служат за доразвиване на историята на зоната, в която играчите изпълняват задачите си и вдигат нива, като накрая ще стигнат до заключителна схватка в рейдовете за най-високите нива. За да направят играта на героите, достигнали новото максимално ниво, разработчиците са решили да добавят допълнителна трудност за всички подземия за нивата от 60 до 70. Така нареченият Героичен мод прави босовете и мобовете по-трудни като увеличава кръвта и щетите, които нанасят на играчите. Освен това те пускат по-добри предмети от тези на нормалната трудност.
Новите подземия, местоположението им и препоръчителните нива за тях са:
- Hellfire Ramparts (60 – 62) – Hellfire Peninsula, Hellfire Citadel
- The Blood Furnace (61 – 63) – Hellfire Peninsula, Hellfire Citadel
- The Shattared Halls (70) – Hellfire Peninsula, Hellfire Citadel
- The Slave Pens (62 – 64) – Zangarmars, Coilfang Reservoir
- The Underbog (63 – 65) – Zangarmars, Coilfang Reservoir
- The Steamvault (70) – Zangarmars, Coilfang Reservoir
- Auchenai Crypts (64 – 66) – Terokkar Forest, Auchindoun
- Shadow Labyrinth (65 – 67) – Terokkar Forest, Auchindoun
- Sethekk Halls (67 – 69) – Terokkar Forest, Auchindoun
- Mana-Tombs (70) – Terokkar Forest, Auchindoun
- The Mechanar (69 – 70) – Netherstorm, Tempest Keep
- The Botanica (70) – Netherstorm, Tempest Keep
- The Arcatraz (70) – Netherstorm, Tempest Keep
- Durnholde Keep (66 – 70) – Tanaris, Caverns of Time
- Black Morass (68 – 70) – Tanaris, Caverns of Time
- Magisters' Terrace (68 – 70) – Isle of Quel'Danas (добавен с пач 2.4)

### Рейдове
Както се споменава по-горе, рейдовете представляват развръзките на историите в отделните зони на разширението. Както и преди, така и сега рейдовете са с доста по-висока трудност от тази на подземията, но и са направени за повече хора. За разлика от оригинала, където по-голямата част от рейдовете са създадени за 40 и в някои случаи за 20 души, сега от Blizzard са решили да намалят бройката на нужните хора на 25.
Новите подземия, местоположението им и препоръчителните нива за тях са:
- Karazhan* – Deadwind Pass
- Magtheridon's Lair – Hellfire Peninsula, Hellfire Citadel
- Serpentshrine Cavern – Zangarmars, Coilfang Reservoir
- Gruul's Lair – Blade's Edge Mountains
- The Eye – Netherstorm, Tempest Keep
- Battle of Mount Hyjal – Tanaris, Caverns of Time
- Black Temple – Shadowmoon Valley (добавен с пач 2.1)
- Zul'Aman* – Ghostlands (добавен с пач 2.3, преустроен като подземие за 5 души с пач 4.1)
- Sunwell Plateau – Isle of Quel'Danas (добавен с пач 2.4)

Всички от рейдовете стават достъпни при достигане на максималното за разширението ниво 70. Всички от рейдовете с изключение на „Karazhan“ и „Zul'Aman“ са за 25 души, като следните са съответно за 10